# Cusus Valles
Le Cusus Valles sono una struttura geologica della superficie di Marte.